# San Diego (Carabobo)
Este artículo se refiere al Pueblo de San Diego. Para el municipio homónimo véase Municipio San Diego (Carabobo).
San Diego (anteriormente San Diego de Alcalá) es una localidad venezolana, capital del Municipio San Diego en el Estado Carabobo, en la Región Central de Venezuela. Está ubicada al norte del Lago de Valencia, teniendo una población para el 2023 de 121 482 habitantes aproximadamente. Forma parte del área metropolitana de Valencia.

## Historia

### Inicios
El pueblo de San Diego se fue formando con los indios desplazados de la zona de El Paíto por colonizadores descendientes de los españoles a finales del siglo XVII. Es probable que los primeros traslados de indios se iniciaran en 1657.
El gobernador de la Provincia de Venezuela declaró el 20 de febrero de 1694 a San Diego como pueblo de indios, junto a Los Guayos y Guacara. El indio Rosario fue designado alcalde del Cabildo de Naturales.
San Diego nació por agrupación espontánea de pobladores. Para mediados del siglo XVII existía una Encomienda de Indios a cargo del Capitán Juan Cepeda. El 20 de febrero de 1694 fue elevado a pueblo de Indios, por el capitán general Francisco de Berroterán. En ese mismo año y mes se convierte en Doctrina por Real Cédula.

### SigloXVIII
En 1755 el licenciado don Joseph Manuel de Grezala y Aguirre, cura doctrinero de San Diego y Los Guayos, inició la construcción de la iglesia del pueblo de San Diego. En noviembre de 1781, luego de la visita que dispensara a la región el Obispo Mariano Marti, éste ordena la creación del Curato de San Diego, separándolo del Curato de Guacara. De esta manera lo que había nacido como una Encomienda de Indios se convierte en Parroquia Eclesiástica. San Diego nace como Parroquia Eclesiástica el 22 de septiembre de 1785. Separándose del Curato de Guacara siendo designado el primer Cura Párroco a Esteban Ignacio de Quero, quien tomó posesión en propiedad en 1786.
Como dato complementario de todo el relato histórico, el Cronista de San Diego, Dr. Julio Centeno Rodríguez ha logrado ubicar un documento que registra una acta de matrimonio realizado en el templo de San Diego con fecha noviembre de 1678, lo que hace suponer que la fundación del pueblo ocurrió mucho antes de la fecha establecida por el historiador carabobeño Torcuato Manzo Nùñez.
Aquella Iglesia Parroquial que en su visita Pastoral encuentra el Obispo Mariano Martí era de una sola nave, con paredes de tapia y mampostería, con techos de vara y caña, cubierto de teja. Tiene la Capilla Mayor un arco de ladrillo al frente que sobresale del cuerpo de la nave, con una torre y campanario con su correspondiente comunicación con el coro, el que está formado por tablas y vigas sobre la puerta principal.
En ese templo, el obispo Martí localiza un libro de bautismo en cuya portada estaba marcada la fecha de 1704. La descripción que de aquel templo hace el Obispo visitante guarda íntima relación con las características del templo que hoy contemplamos frente a la plaza Bolívar, con excepción del techo que fue sustituido por otro material de mayor durabilidad.
Para aquel año, 1781, San Diego y lo que se consideraba sus aledaños, poseían una población de 794 habitantes y 114 casas. En 1781 el pueblo de San Diego es descrito por el Obispo Mariano Martí como «Tributario». Los españoles y otras castas vivían en el campo donde tenían sementeras (siembras) y algunas haciendas de cacao.

### SigloXIX
Como información política electoral el 1° de marzo de año 1830 se celebra la primera elección en la Parroquia San Diego. Aún no se había promulgado la primera Constitución de la nueva República, hecho con el cual quedaba deslegitimada la Gran Colombia. En estas elecciones parroquiales votaron 36 electores, número insignificante con relación a los habitantes, por cuanto el derecho a votar solo podían ejercerlo los hombres que supieran leer y escribir, fueran mayores de 21 años y presentaran prueba evidente de que poseían propiedades.
Otro dato reseñado en la historia política se refiere al nombramiento el 25 de agosto de 1859 de los llamados Comisarios Municipales de la Parroquia, quienes fueron los señores: Lucas Bordones, Luis Barrios, José María López, José Martínez, Domingo Mendoza, Enrique Torres, José Guevara, Juan Ríos, Marcelo Acosta, Andrés Páez y Bonito Cordero.

### SigloXX
El 14 de enero de 1994 la entonces parroquia del Municipio Valencia, es elevada al carácter del Municipio Autónomo con su respectiva parroquia bajo el mismo nombre.

## Sitios de interés

### Avenidas y calles del Casco de San Diego
| 1.- Avenida Páez   | 2.- Avenida Valencia | 3.- Avenida Sucre | 5.- Avenida Don Julio Centeno  |
| 4.- Avenida Cumaca | 3.- Avenida Ricaurte | 4.- Avenida Junín | 5.- Avenida Circunvalación Sur |
| ------------------ | -------------------- | ----------------- | ------------------------------ |

| 1.- Calle Las Mercedes | 2.- Calle Negro Primero | 3.- Calle Bermúdez |
| 4.- Calle El Silencio  | 5.- Calle La Torre      | 6.- Calle Rondón   |
| 7.- Calle Anzoátegui   | 8.- Calle España        | 9.- Calle Capilla  |
| 10.- Calle Tejería     | 10.- Calle Tejería      | 10.- Calle Tejería |
| ---------------------- | ----------------------- | ------------------ |

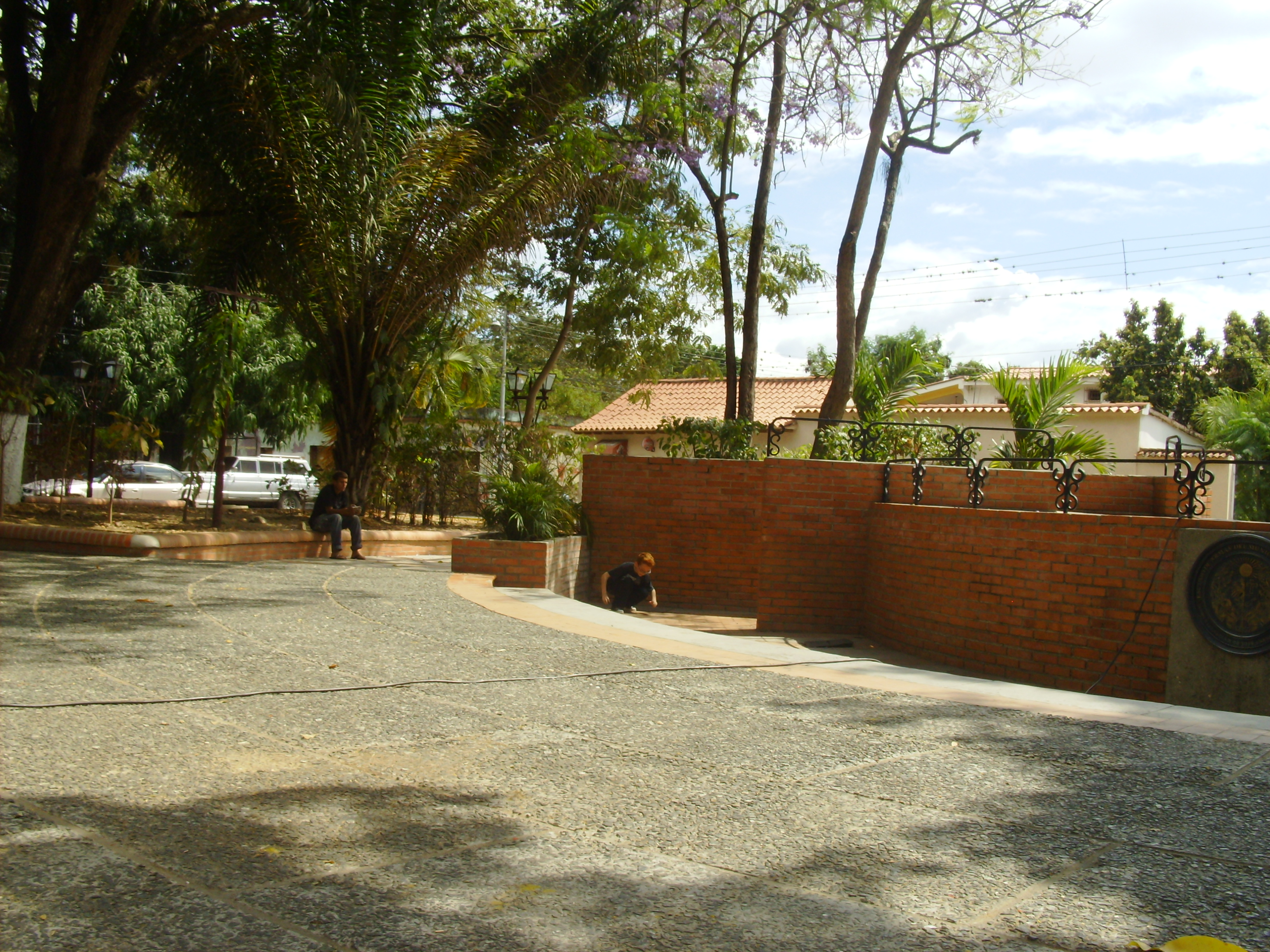
Plaza Bolívar de San Diego

- La Iglesia de San Diego es uno de los edificios más distintivos de la zona.
- El casco viejo de San Diego o Pueblo de San Diego, ubicado alrededor de la iglesia principal, contiene construcciones coloniales de interés.

## Festividades
| Festividad                        | Día                               |
| --------------------------------- | --------------------------------- |
| Día de la Virgen de la Candelaria | 2 de febrero                      |
| Carnaval                          | Febrero o marzo, fecha movible    |
| Quema de Judas                    | Domingo de Pascua de Resurrección |
| Cruz de Mayo                      | 3 de mayo                         |
| Día de San Juan                   | 24 de junio                       |
| Día de San Dieguito               | 8 de septiembre                   |
| Bazar navideño                    | 1 de diciembre                    |

## Ciudades Hermanas
- San Cristóbal (Venezuela),  Venezuela